# División justa
La división justa es el problema de la división de un conjunto de bienes entre varias personas, de manera que cada persona recibe su debida proporción. Este problema se presenta en varios escenarios del mundo real: las subastas, los acuerdos de divorcio, el espectro electrónico y la asignación de frecuencias, la gestión de tráfico aéreo, o la explotación de satélites de observación de la Tierra. Esta es un área de investigación activa en matemáticas, economía especialmente en la Teoría de la Elección Social, en la teoría de juegos, para la resolución de conflictos , entre otras áreas.
Hay muchos tipos diferentes de problemas de división justa, dependiendo de la naturaleza de los bienes a dividir, los criterios de equidad, la naturaleza de los jugadores y sus preferencias, y otros criterios para evaluar la calidad de la división. 

## Definiciones
Hay un conjunto {\displaystyle X}, y un grupo de {\displaystyle n} jugadores, {\displaystyle P_{1},P_{2},...P_{n}}. En este contexto una división es una partición de {\displaystyle X} a {\displaystyle n} subconjuntos separados: {\displaystyle X=X_{1}\cup X_{2}\cup ...\cup X_{n}}, un subconjunto por cada jugador.

### ¿Por qué se divide?
El conjunto {\displaystyle X} puede ser de muchos tipos:
- X puede ser un conjunto finito de elementos indivisibles, por ejemplo: {\displaystyle X=\{piano,carro,departamento\}}, De tal manera que cada elemento debe ser dado completo a una de las personas.
- X puede ser un conjunto infinito que representa un recurso divisible, por ejemplo: dinero, o una torta. Matemáticamente, un recurso divisible a menudo se modela como un subconjunto de un espacio real, por ejemplo, la sección [0,1] puede representar un largo torta estrecha, que tiene que ser cortado en pedazos paralelos. El círculo de la unidad puede representar un pastel de manzana.

Además, el conjunto para ser dividido puede ser:
- homogéneo - como el dinero, o -
- heterogéneo - como un pastel, que pueden tener diferentes ingredientes, diferentes glaseados, etc

Por último, es común que hacer algunas suposiciones acerca de si los elementos que se dividen son:
- deseables - como un coche o un pastel, o -
- indeseables - como tareas de la casa (que también puede ser indivisible, como el vertido de la basura, o divisible, como cortar el césped).

El problema de la división de un conjunto de elementos indivisibles y heterogéneos también se llama asignación justa o repartición justa.
El problema de dividir un recurso divisible, heterogéneo y deseable también se llama el problema del bizcocho.